# Ferdinando Palasciano
(F. Palasciano)
Ferdinando Palasciano (Capua, 13 giugno 1815 – Napoli, 28 novembre 1891) è stato un chirurgo e politico italiano, considerato uno dei precursori della Croce Rossa.

## Biografia
Era figlio della capuana Raffaela Di Cecio e di Pietro, segretario comunale, originario di Monopoli e trasferitosi a Capua per lavoro. Si laureò giovanissimo in Belle Lettere e Filosofia, quindi in Veterinaria e infine in Medicina e Chirurgia. A 33 anni, nominato ufficiale medico dell'esercito delle Due Sicilie, si trovò a Messina durante i moti insurrezionali del 1848.
Contrariamente alle disposizioni del generale Carlo Filangieri, il giovane medico si adoperò per prestare cure mediche anche ai nemici rimasti feriti durante i combattimenti. Accusato di insubordinazione, rischiò di essere fucilato, nonostante avesse giustificato con Filangieri il proprio comportamento dicendo: «I feriti, a qualsiasi esercito appartengano, sono per me sacri e non possono essere considerati come nemici» e «Il mio dovere di medico è più importante del mio dovere di soldato». Solo l'intervento del re Ferdinando II fece commutare la pena capitale in un anno di carcere, da scontarsi a Reggio Calabria.
Questa esperienza, esposta nelle sue successive dichiarazioni al Congresso Internazionale dell'Accademia Pontaniana di Napoli con la memoria La neutralità dei feriti in tempo di guerra del 1861, ebbe una vasta risonanza in tutta Europa e fu una delle basi della Convenzione di Ginevra del 1864 che dette vita alla Croce Rossa.
Nel contempo venne nominato professore di Clinica Chirurgica presso l'Università di Napoli (1865) e fondò nel 1882, insieme ai professori Albanese dell'Università di Palermo, Loreta dell'Università di Bologna e Bottini dell'Università di Milano, la Società Italiana di Chirurgia.
Nonostante la rinomata fama di cui godeva nel suo campo, sia in ambito nazionale che internazionale, tale da richiamare da tutta Europa medici e studenti per imparare la sua tecnica, si dimise, in aperto contrasto con il rettore dell'epoca (Imbriani) a causa dello spostamento d'autorità di alcuni reparti della Facoltà presso il Convento di Gesù e Maria, che era stato "convertito" in poco tempo e che Palasciano stesso riteneva non adeguato agli standard igienici minimi indispensabili.
Fu chiamato a consulto poi da Garibaldi per curare una ferita da arma da fuoco al malleolo mediale dell'arto inferiore destro, subìta durante il combattimento sull'Aspromonte.
Palasciano consigliò ai medici curanti di Garibaldi di intervenire chirurgicamente per estrarre il proiettile ritenuto nell'osso senza, tuttavia, esser ascoltato. Questi ultimi, infatti, sostenevano che non vi fosse più ritenzione di proiettile. Se ne convinsero solo dopo alcuni mesi. Tra Palasciano e Garibaldi rimase una profonda amicizia, testimoniata da una corrispondenza epistolare conservata al Museo San Martino di Napoli.
Fu inoltre Deputato al Parlamento nella XIV, XV e XVI legislatura, Senatore del Regno, Consigliere ed Assessore al Comune di Napoli.
Nel 1886 cominciarono a manifestarsi i primi sintomi di una grave demenza mentale che, intervallata da brevi momenti di lucidità, lo accompagnò fino alla morte, avvenuta il 28 novembre 1891. Durante gli anni della malattia ebbe sempre al suo fianco la moglie Olga de Wavilow, una nobile di origine russa, e pochi amici.
Fu sepolto nel "quadrato degli uomini illustri" del cimitero di Poggioreale.
Presso il Comitato Centrale della Croce Rossa Italiana, al n. 12 di via Toscana in Roma, la grande sala riunione (anteriormente chiamata "Tempio", trattandosi di una vecchia chiesa) è dedicata a Palasciano. Nel corridoio centrale, inoltre, troneggia un busto bronzeo del medico, regalato alla CRI dal pronipote dello stesso Palasciano.
In via San Michele a Corte, nella sua cittadina natale, è situata una targa commemorativa presso la casa che gli ha dato i natali.
Il vecchio ospedale dismesso di Capua e la via in cui era situato furono dedicati al suo illustre nome.